# Stupeň B1050 Falconu 9
Stupeň B1050 Falconu 9 je první stupeň rakety Falcon 9 vyráběné společností SpaceX, jedná se o pátý exemplář verze Block 5. Poprvé a nejspíš naposledy tento první stupeň letěl v prosinci 2018. Do vesmíru vynesl kosmickou loď Dragon na misi CRS-16, která dopravila zásoby na Mezinárodní vesmírnou stanici (ISS). Po vynesení nákladu se první stupeň vrátil zpět, ale protože měl zaseklé hydraulické čerpadlo přistál nouzově do vody místo plánované LZ-1. Elon Musk krátce poté napsal, že stupeň by mohl letět na nějaké interní misi pro SpaceX, k tomu ovšem nedošlo.

## Přehled letů
| Číslo použití | Datum startu (UTC) | Let číslo | Náklad        | Start | Místo startu | Přistání | Místo přistání | Poznámky                                             |
| ------------- | ------------------ | --------- | ------------- | ----- | ------------ | -------- | -------------- | ---------------------------------------------------- |
| 1             | 5. prosince 2018   | 65        | SpaceX CRS-16 |       | CCAFS SLC-40 |          | LZ-1           | Stupeň přistál nouzově do vody místo plánované LZ-1. |